# متن الإيضاح في المناسك (كتاب)
كتاب متن الإيضاح في المناسك مؤلفه الإمام يحيى بن شرف النووي الدمشقي، و يتحدث عن أحكام ومناسك الحج الذي هو الركن الخامس للدين ، كما يذكر مصححاته ومفسداته وواجباته وآدابه ومسنوناته وسوابقه ولواحقه وظواهره ودقائقه، وما يتعلق بهما من الأحكام، وما تميزت به عن سائر الإسلام ، وبيان الحرم ومكة والمسجد والكعبة ووتميزهم، فجاء الكتاب في 8 أبواب و3 فصول.

## الحاشية
- كتب ابن حجر الهيتمي حاشية للكتاب